# Ramban Kulon
Ramban Kulon is een bestuurslaag in het regentschap Bondowoso van de provincie Oost-Java, Indonesië. Ramban Kulon telt 4266 inwoners (volkstelling 2010).